# Acer schneiderianum
Acer schneiderianum är en kinesträdsväxtart som beskrevs av Ferdinand Albin Pax och Käthe Hoffmann.
Acer schneiderianum ingår i släktet lönnar och familjen kinesträdsväxter. Inga underarter finns listade i Catalogue of Life.